# Clivia caulescens
Espèce
Clivia caulescens est une espèce de plantes de la famille des Amaryllidacées originaire d'Afrique du Sud.